# Xylopertha
Xylopertha là một chi bọ cánh cứng được tìm thấy ở châu Âu, Cận Đông và Bắc Phi.